# アルテントゥレプトウ
アルテントゥレプトウ（Altentreptow）は、ドイツ連邦共和国のメクレンブルク＝フォアポンメルン州メクレンブルギッシェ＝ゼーエンプラッテ郡に属する都市。

## 名称

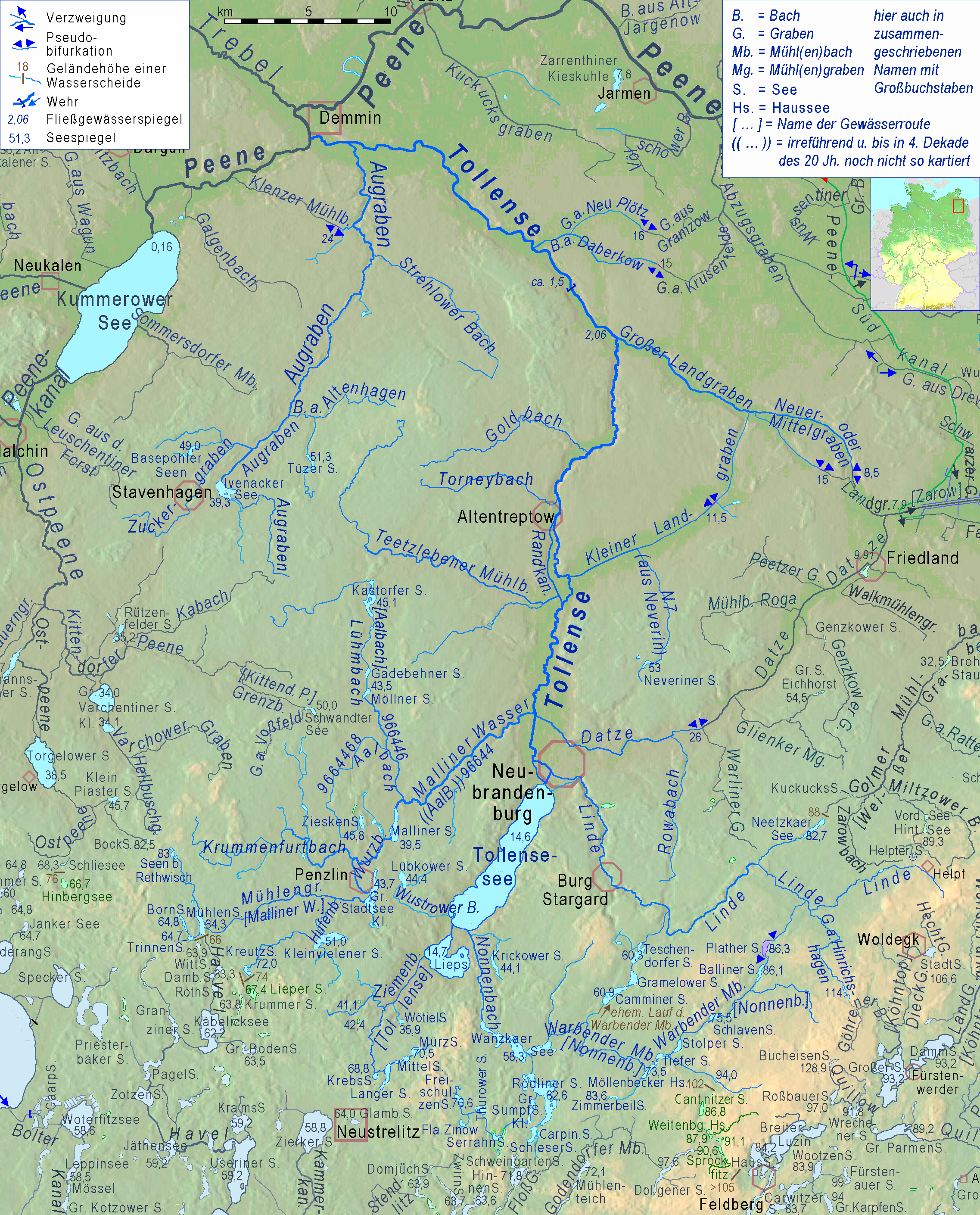
アルテントゥレプトウがあるトレンゼ川の流域

アルテントゥレプトウはトレンゼ川のほとりに形成された都市である。1939年まではトレンゼ川の名前を含めたトゥレプトウ・アン・デア・トレンゼ（Treptow an der Tollense）と呼ばれていた。1175年の文献にはこの地がトゥレプトウ（Treptow）として登場する。

## 歴史
この都市は、元々、今日では教会が立地している小さな丘にあった要塞の周囲にできたスラブ人の入植地が起源とされている。
1175年には、この地がトゥレプトウという地名で、修道士によって言及された。都市として成立したのは13世紀初頭と考えられている。1282年には、リューベック法に批准した。1360年までには町は2重の防壁を備えていたものの、その後、戦争や火災で破壊された。
1743年には街壁の大部分は移設を終え、19世紀には町の出入り口の大部分が作り変えられた
。

## 人口推移
1798年の人口は1906人だった。1850年の人口は4188人だった。1990年のドイツ再統一後は人口減少が続いている。1990年に7819人だった人口は、2000年には6828人、2010年には5771人、2017年には5308人となった。  

アルテントゥレプトウの人口推移